# Câmp de luptă - Pământul
Câmp de luptă - Pământul (titlu original Battlefield Earth, numit și Battlefield Earth: A Saga of the Year 3000) este un film SF distopic de acțiune american din 2000. Este o ecranizare a romanului omonim scris de L. Ron Hubbard. Filmul este regizat de Roger Christian, cu John Travolta, Barry Pepper și Forest Whitaker în rolurile principale. Battlefield Earth prezintă Pământul aflat sub dominația unei rase de extratereștri (numită Psychlos) timp de 1000 de ani și descrie povestea unei revolte care se declanșează atunci când Psychlos încearcă să-i folosească pe supraviețuitorii umani în mine de aur.
A câștigat Zmeura de Aur pentru cel mai prost film al anului 2000.

## Actori
- John Travolta este Terl
- Barry Pepper este Jonnie Goodboy Tyler
- Forest Whitaker este Ker
- Kim Coates este Carlo
- Sabine Karsenti este Chrissie
- Richard Tyson este Robert the Fox
- Kelly Preston este Chirk
- Michael MacRae este Manager District Zete
- Shaun Austin-Olsen este Planetship Numph
- Tim Post este the Assistant Planetship
- Michael Byrne este Parson Staffer
- Christian Tessier este Mickey
- Sylvain Landry este Sammy
- Earl Pastko este Barmanul